# Jarque (Espagne)
Pour les articles homonymes, voir Jarque.
Jarque ou Exarc de Moncayo en Aragonais est une commune d’Espagne, dans la province de Saragosse, communauté autonome d'Aragon, de la comarque de Aranda.